# Gare de Jouxtens-Mézery
La gare de Jouxtens-Mézery est une halte ferroviaire du chemin de fer Lausanne-Échallens-Bercher. Elle est située sur le territoire de la commune de Jouxtens-Mézery, dans le canton de Vaud, en Suisse.

## Situation ferroviaire
Établie à 555 m d'altitude, la halte de Jouxtens-Mézery est située au point kilométrique (PK) 3,25 de la ligne Lausanne – Bercher (101) à voie unique, entre la halte de Cery − Fleur-de-Lys et la halte Le Lussex. Elle dispose d'une deuxième voie qui sert parfois de point de croisement, notamment lorsque des courses spéciales circulent, ou lorsque certains trains n'arrivent pas à tenir l'horaire.

## Histoire
D'abord une simple halte, la station est présente dès le début sur la ligne du L-E. Elle porte d'abord le nom de Jouxtens-Cery avant d'être renommée Jouxtens-Mézery autour des années 1900. La station sera pendant longtemps un bâtiment en bois.
En 1937, afin d'améliorer l'horaire, la halte de Jouxtens-Mézery devient une gare. On y construit un évitement, une voie de garage et les quais sont allongés.
En 1956, la gare est remplacée par deux bâtiments comportant une salle d'attente et un petit bureau pour le plus grand. Ces bâtiments seront remplacés en 1989 par un nouveau bâtiment du même style architectural que les haltes du Lussex, des Ripes, du Grésaley et de Sugnens, qui est le bâtiment actuel de la gare. Les deux quais sont allongés à plus de 80 mètres.
Pour accéder à la gare depuis le quartier de Sous-Bois, situé au nord de la gare, les usagers doivent traverser la route cantonale no 5, ou route de Neuchâtel, sur un passage pour piétons et le passage à niveau no 13 situé au point kilométrique 3,297 de la ligne du train. Dans le but d'améliorer la sécurité, il est décidé de créer un passage sous-voie et de supprimer le passage à niveau et le passage pour piétons. Le 30 octobre 2007 un crédit de 35 000 CHF est voté par le conseil communal de Jouxtens-Mézery pour procéder à l'étude de cette réalisation. Après une mise à l'enquête du 14 juin au 14 juillet 2008 un crédit de 950 000 CHF est voté le 28 octobre 2008. Celui-ci est augmenté de 110 000 CHF le 5 mai 2009 à la suite de la décision de la compagnie du LEB de participer financièrement à la réalisation des travaux. Les travaux débutent le 28 mai 2009 et le passage est créé au droit de la gare. Dans un premier temps, la sortie nord est jugée trop pentue et inadaptée aux poussettes et fauteuils roulants. Le 26 janvier 2010, la municipalité refuse l'homologation du passage à la suite du rapport d'expert du 19 janvier désignant la non confirmité de l'escalier nord. Le passage reste fermé d'accès. Ces erreurs de conceptions et les coûts engendrés, près de 1 million de francs, provoquent des tensions au sein de la municipalité de Jouxtens-Mézery. Le 25 mars 2011 une nouvelle variante de la sortie nord du passage est mise à l'enquête et un budget de 181 200 CHF est accepté le 5 avril 2011. Celui-ci est néanmoins annulé par un nouveau crédit de 280 000 CHF approuvé par la municipalité le 15 mai 2012. À ce moment le LEB presse la municipalité de Jouxtens-Mézery de terminer les travaux car dans le cadre du remplacement des équipements de signalisation pour le passage à l'horaire cadencé au quart d'heure il n'a rien été prévu pour le passage à niveau no 13 qui doit être supprimé. La compagnie souhaite donc que les travaux soient terminés au plus tard en automne 2012. À la suite de plusieurs oppositions et recours, les travaux reprennent et la sortie du passage est refaite. Les escaliers sont détruits pour être refaits avec une pente plus douce et le passage devient empruntable. Un ascenseur est aussi installé sur la sortie nord du passage. Ce dernier donne aussi accès au P+R de la gare. 
En 2013, la gare compte une moyenne de 289 passagers par jour, soit 1,37 % des mouvements journaliers de la ligne.  En 2025, le bâtiment de la gare a été démoli en attendant d être remplacé.  

## Service des voyageurs

### Accueil
Point d'arrêt non géré (Pang), la halte dispose : d'une salle d'attente, d'un distributeur de billets, un interphone d'urgence, un oblitérateur pour les cartes multicourses et un dispositif de demande d'arrêt du train. Elle est protégée par vidéosurveillance.

### Desserte
La gare de Jouxtens-Mézery est desservie par des trains régionaux à destination de Bercher, d'Échallens et de Lausanne-Flon. 

Installations et desserte
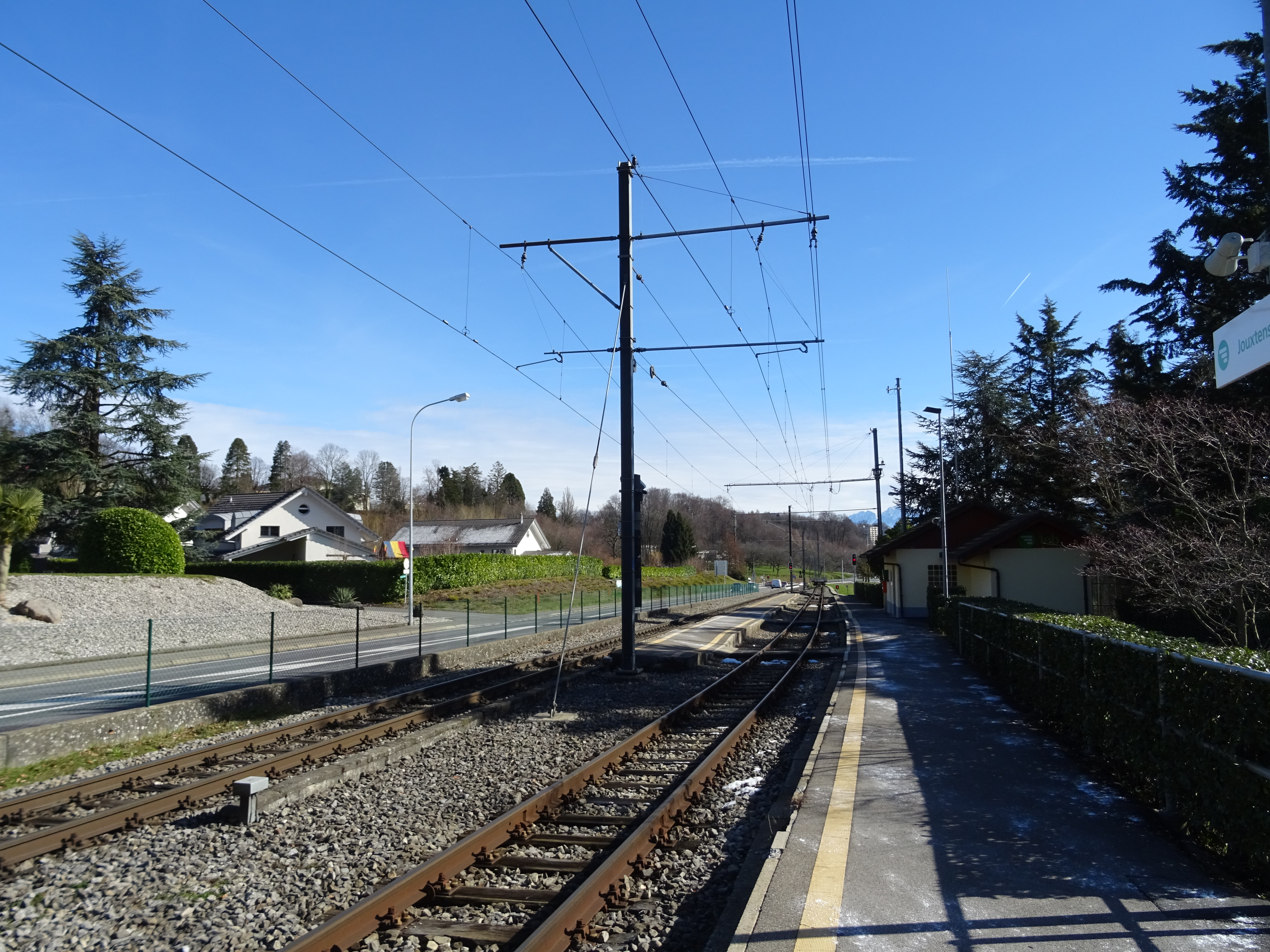
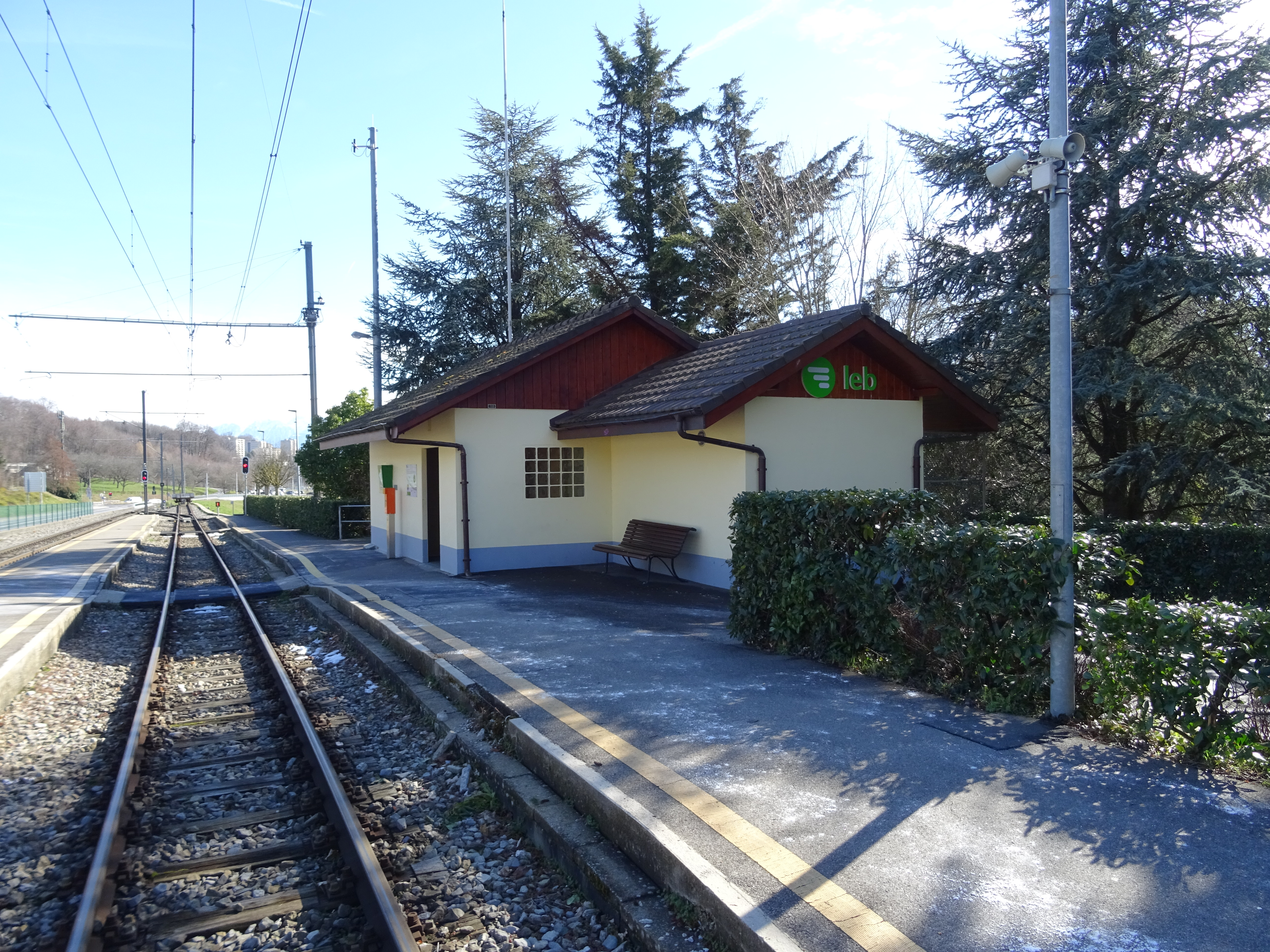
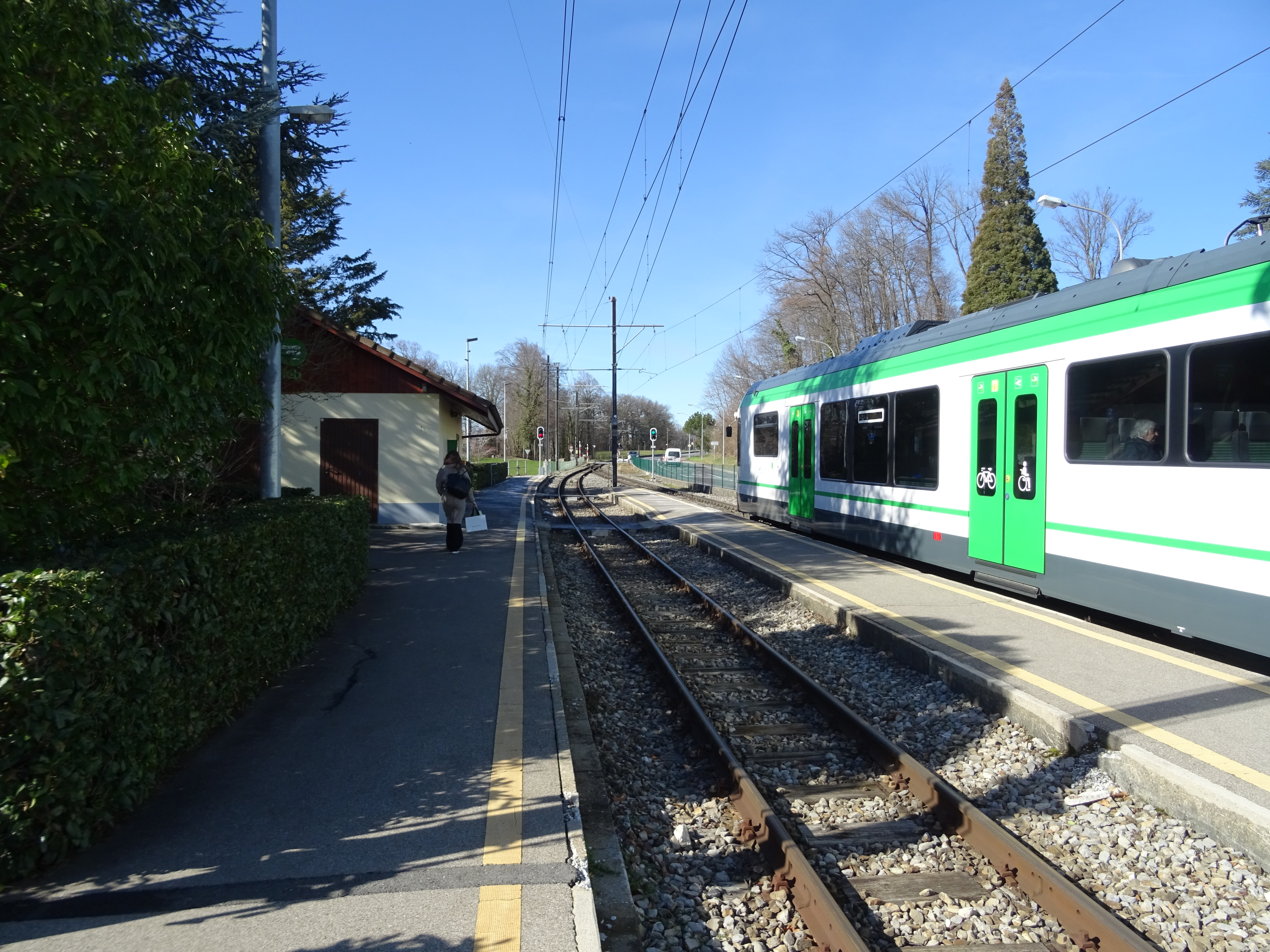